# Hans Knospe

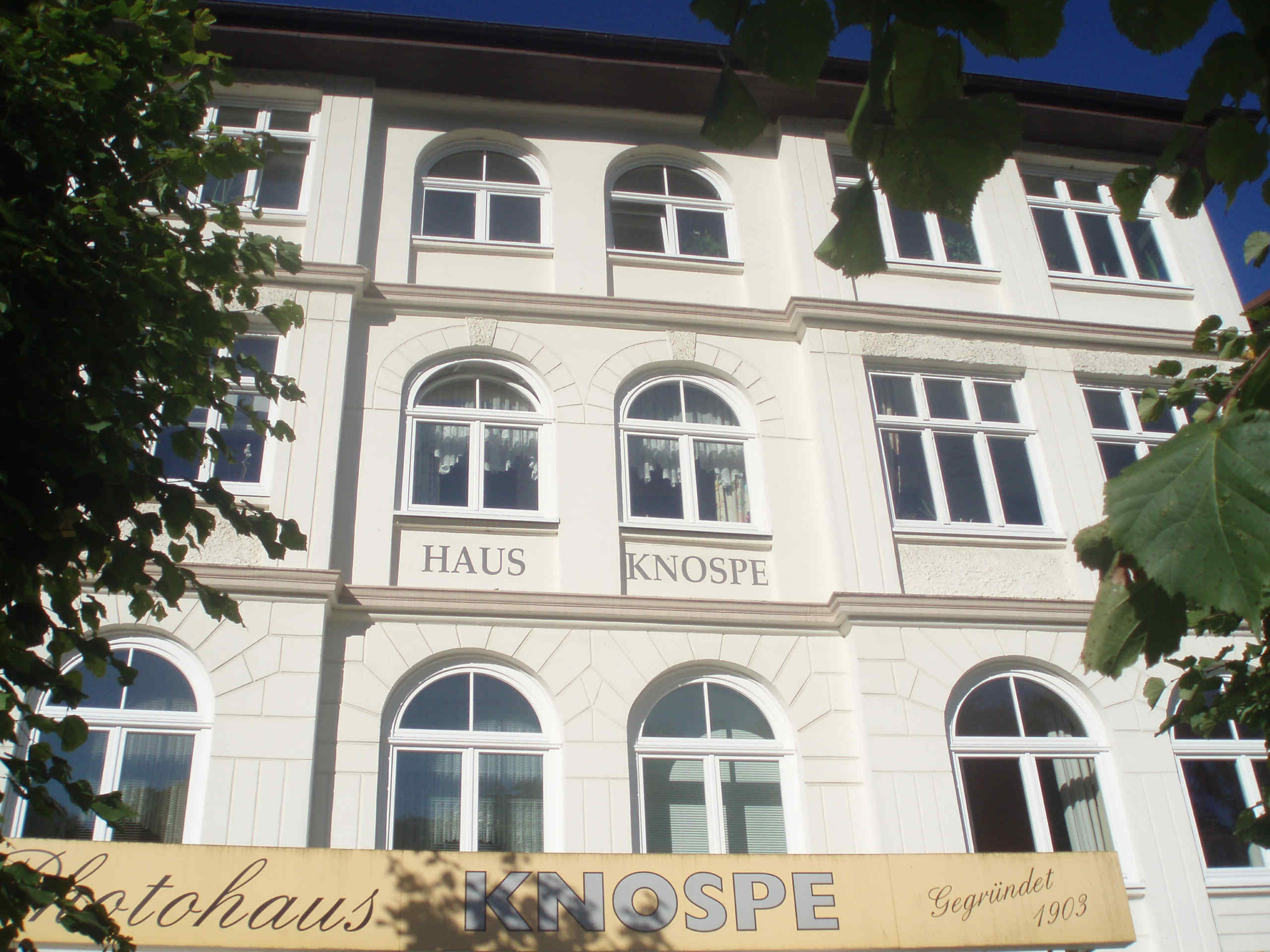
Photohaus Knospe in Sellin

Hans Knospe (* 3. August 1899 in Soldin; † 14. April 1999 in Sellin) war ein deutscher Fotograf.

## Leben
Hans Knospe war der Sohn des Fotografen Otto Knospe. Er erlernte den Beruf eines Fotografen im 1903 in Soldin (Neumark) gegründeten Fotoatelier. 1916 zog die Familie nach Sellin auf die Insel Rügen in die Wilhelmstraße. Im selben Jahr erhielt Hans Knospe seine erste Spiegelreflexkamera. Am 8. November 1924 übernahm er das väterliche Atelier, im selben Jahr heiratete er. Durch unzählige Fotografien der Seebrücke, des Strandlebens und der Badefreuden, die er auf Postkarten im Selbstverlag vertrieb, trug er wesentlich zur Förderung des Tourismus in Sellin und auf Rügen bei. Er filmte auch und führte die Aufnahmen dann öffentlich vor. Am 24. März 1924 dokumentierte er die durch Eisgang zusammenstürzende Seebrücke und später ihren Neuaufbau. 
In den Wintermonaten hielt er sich zusammen mit seiner Frau Wanda im Erzgebirge auf. Auch hier fotografierte er die Touristen, die diese Aufnahmen dann erstehen konnten. In den 1920er Jahren gründete er in Oberwiesenthal ein Fotohaus und wirkte so durch die Herausgabe von Fotopostkarten ebenfalls fördernd für den Tourismus und den Wintersport. 
Im Zweiten Weltkrieg war Hans Knospe in der Wehrmachtsbildstelle in Stettin tätig. Nach dem Ende des Krieges lebte die Familie in Oberwiesenthal. 1953 kehrte sie nach Sellin zurück und Hans Knospe eröffnete wieder sein Fotogeschäft. Er führte das Atelier bis 1973. In dieser Zeit arbeitete er auch mit dem VEB Volkskunstverlag Reichenbach i. V. zusammen, aus dem 1959 der Verlag Bild und Heimat wurde. 
Nachdem 1978 sein Lieblingsmotiv, die Seebrücke, abgerissen wurde, setzte er sich für einen Wiederaufbau ein und stellte dafür seine historischen Fotos zur Verfügung. Diese bildeten eine wesentliche Grundlage für den Wiederaufbau, da die alten Baupläne nicht mehr existierten. Als 99-Jähriger war Hans Knospe 1998 bei der feierlichen Eröffnung der neuen Seebrücke zugegen.

## Ehrungen
- 3. August 1994 Ernennung zum ersten Ehrenbürger von Sellin
- Gedenktafeln an der Seebrücke und im Photohaus Knospe in Sellin

## Film
- Strandleben – Die Geschichte der deutschen Seebäder. An der Ostsee, NDR 2012
- Selliner Fotograf. DEFA-Kurzdokumentarfilm, DDR 1988, Regie: Heinz Brinkmann[2]